# أذان

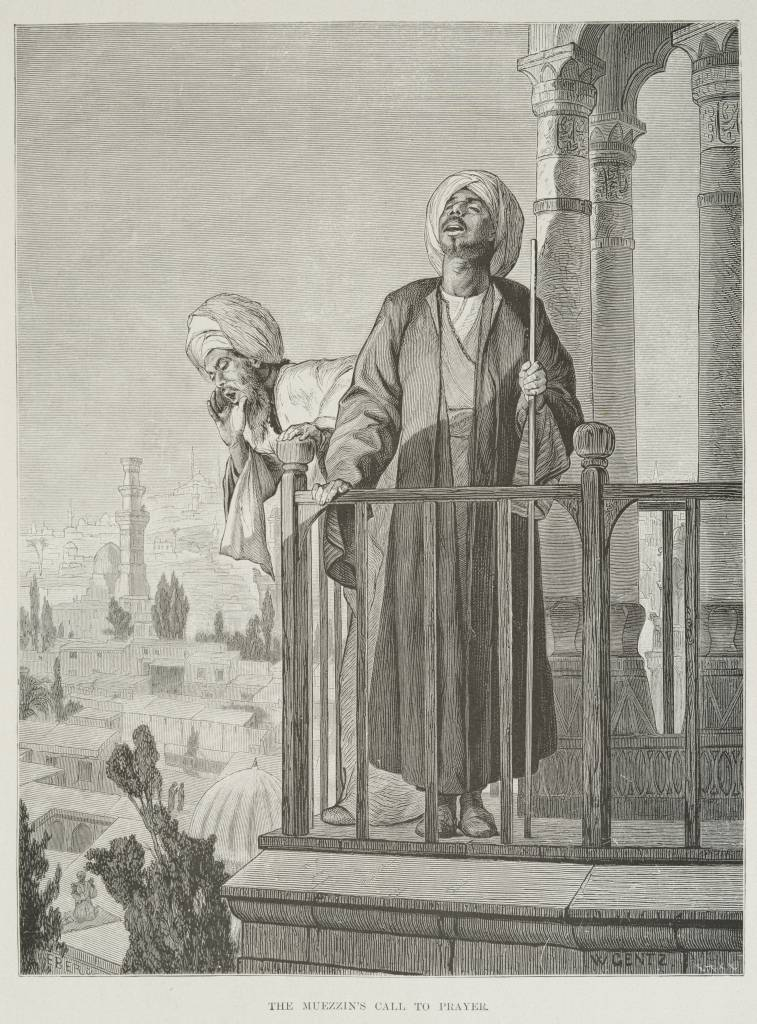
لوحة لمؤذن يتلو الآذان أعلى منارة المسجد (1878م).

الأَذَان هو نداء ينادى به للصلاة عند المسلمين، ويؤذّن كل يوم في بداية وقت كل صلاة من الصلوات الخمس المفروضة. كان المؤذن (الشخص الذي يؤذن) يؤذن من مكان مرتفع، من على المنارة أو من على سطح المسجد. الآن يؤذن المؤذن من خلال أجهزة التكبير، مما سهل عليه الأمر كثيرًا. كان أول مؤذن في الإسلام هو الصحابي بلال بن رباح.

## مفهوم الأذان والإقامة

### الأذان
- في اللغة: الإعلام بالشيء، قال الله تعالى: ﴿ وَأَذَانٌ مِّنَ الله وَرَسُولِهِ﴾ [1] أي إعلام. وقوله: ﴿ آذَنتُكُمْ عَلَى سَوَاءٍ﴾ [2] أي أعلمتكم فاستوينا في العلم.[3]
- في الشرع: الإعلام بوقت الصلاة بألفاظ معلومة مخصوصة مشروعة [4]، وسُمِّي بذلك؛ لأن المؤذن يعلم الناس بمواقيت الصلاة، ويُسمَّى النداء؛ لأن المؤذن ينادي الناس ويدعوهم إلى الصلاة [5]، قال الله تعالى: ﴿ وَإِذَا نَادَيْتُمْ إِلَى الصَّلاَةِ اتَّخَذُوهَا هُزُوًا وَلَعِبًا ذَلِكَ بِأَنَّهُمْ قَوْمٌ لاَّ يَعْقِلُونَ﴾ [6] وقال سبحانه: ﴿  إِذَا نُودِي لِلصَّلاةِ مِن يَوْمِ الجمعة فَاسْعَوْا إِلَى ذِكْرِ الله﴾.[7]

### الإقامة
الإقامة في اللغة: مصدر أقام، من إقامة الشيء إذا جعله مستقيمًا.
الإقامة تشبه الأذان، ويسرع فيها فيجمع تكرار القول، ويضاف القول «قد قامت الصلاة» (مرتين) بعد القولين «حي على الصلاة، حي على الفلاح».

### فرض كفاية
الأذان والإقامة فرضًا كفاية على الرجال دون النساء للصلوات الخمس المكتوبة، وصلاة الجمعة خامسة يومها، فهما مشروعان بالكتاب، لقول الله تعالى: ﴿  وَإِذَا نَادَيْتُمْ إِلَى الصَّلاَةِ اتَّخَذُوهَا هُزُوًا وَلَعِبًا ذَلِكَ بِأَنَّهُمْ قَوْمٌ لاَّ يَعْقِلُونَ﴾ ، وقوله: ﴿   يَا أَيُّهَا الَّذِينَ آمَنُوا إِذَا نُودِي لِلصَّلاةِ مِن يَوْمِ الجمعة فَاسْعَوْا إِلَى ذِكْرِ الله﴾. وبالسنة؛ لقوله في حديث مالك بن الحويرث: 
روي أن رسول اللّه ﷺ قال: 
| أذان | فإذا حضرت الصلاة فليؤذِّن لكم أحدكم وليؤمَّكم أكبركم. | أذان |

. فقوله: ((أحدكم)) يدل على أن الأذان فرض كفاية.
قال ابن تيمية: «وفي السنة المتواترة أنه كان يُنادى للصلوات الخمس على عهد رسول الله، وبإجماع الأمة وعملها المتواتر خلفًا عن سلف».
والصواب أن الأذان يجب على الرجال: في الحضر، والسفر، وعلى المنفرد، وللصلوات المؤدَّاة والمقْضيّة، وعلى الأحرار والعبيد.

## تاريخ

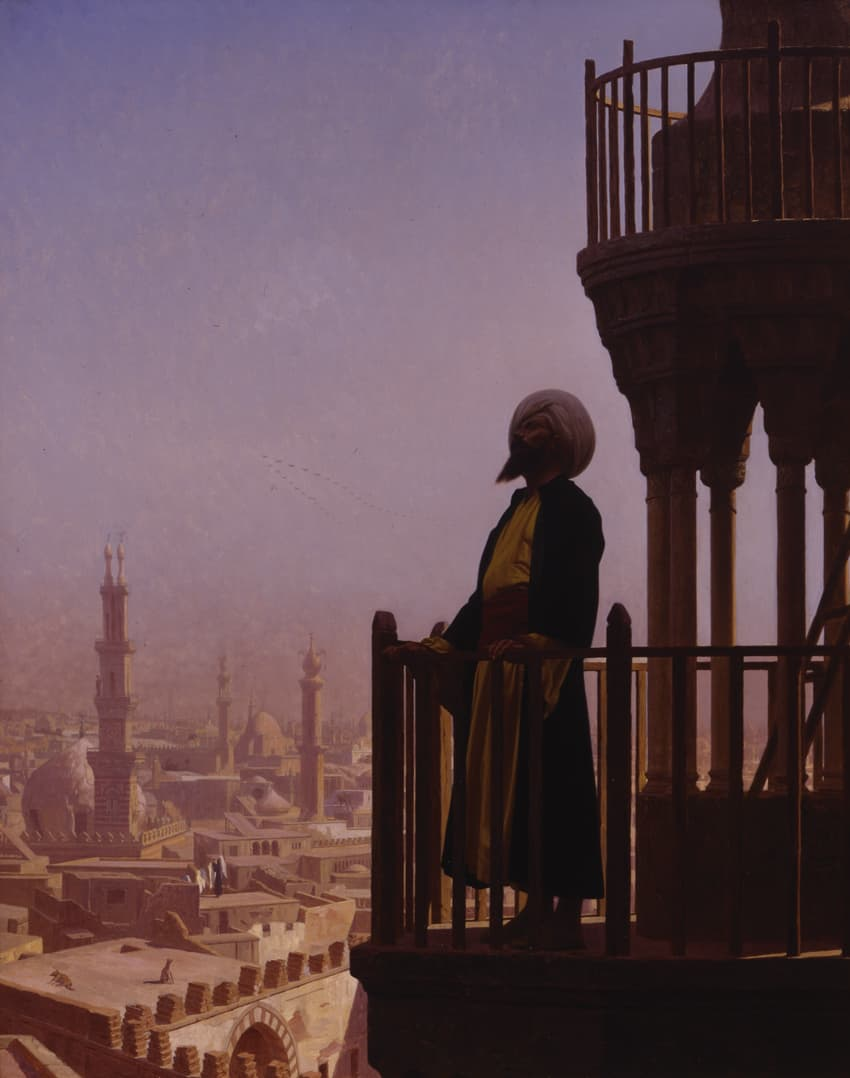
لوحة المؤذن بريشة جان ليون جيروم.

كان الأمر بداية أنه إذا جاء وقت الصلاة فإن الناس يتجهون تلقائيًا إلى المساجد بلا أذان ولا نداء ولا غير ذلك، وقد جاء أن ابن عمر كان يقول: (كان المسلمون حين قدموا المدينة يجتمعون، فيتحينون الصلاة ليس ينادى لها، فتكلموا يومًا في ذلك، فقال بعضهم: اتخذوا ناقوسًا مثل ناقوس النصارى، وقال بعضهم: بل بوقًا مثل قرن اليهود، فقال عمر: أولا تبعثون رجلًا ينادي بالصلاة، فقال رسول الله ﷺ: «يا بلال قم فناد بالصلاة».
وقال ابن خزيمة: "باب ذكر الدليل على أن بدء الأذان إنما كان بعد هجرة النبي ﷺ إلى المدينة، وأن صلاته بمكة إنما كانت من غير نداءٍ لها، ولا إقامة"، وقال ابن إسحاق: "وقد كان رسول الله ﷺ حين قدم المدينة إنما يجتمع الناس إليه للصلاة لحين مواقيتها بغير دعوة"، فكان ذلك همًّا عند النبي ﷺ كيف يجتمع الناس للصلاة، حتى جاء أمر الله - عز وجل -، فعن أبي عميرٍ بن أنسٍ عن عمومةٍ له من الأنصار قال: "اهتم النبي ﷺ للصلاة كيف يجمع الناس لها؟ فقيل له: انصب راية عند حضور الصلاة فإذا رأوها آذن بعضهم بعضًا، فلم يعجبه ذلك، قال: فذكر له القنع يعني الشبور (هو البوق كما في رواية البخاري)، وقال زياد: شبور اليهود، فلم يعجبه ذلك، وقال: (هو من أمر اليهود)، قال فذكر له الناقوس، فقال: (هو من أمر النصارى)، فانصرف عبد الله بن زيد بن عبد ربه وهو مهتمٌ لهمِّ رسول الله ﷺ، فأُريَ الأذان في منامه، قال: فغدا على رسول الله ﷺ فأخبره، فقال له: يا رسول الله إني لبين نائمٍ ويقظان إذ أتاني آت فأراني الأذان، قال: وكان عمر بن الخطاب قد رآه قبل ذلك فكتمه عشرين يومًا، قال: ثم أخبر النبي ﷺ فقال له: (ما منعك أن تخبرني؟)، فقال: سبقني عبد الله بن زيد فاستحييت، فقال رسول الله ﷺ: (يا بلال، قم فانظر ما يأمرك به عبد الله بن زيد فافعله)، قال: فأذن بلالٌ، قال أبو بشر: "فأخبرني أبو عمير أن الأنصار تزعم أن عبد الله بن زيد لولا أنه كان يومئذ مريضًا؛ لجعله رسول الله ﷺ مؤذنًا" ففرح النبي ﷺ بهذه الرؤيا فرحًا شديدًا، وحمد الله عليها كما في الرواية الأخرى " فلما سمع عمر بن الخطاب نداءَ بلالٍ بالصلاة خرج إلى رسول الله ﷺ وهو يجر إزاره، وهو يقول: يا رسول والذي بعثك بالحق لقد رأيت مثل الذي قال، قال: فقال رسول الله ﷺ : (فلله الحمد).
لا تقبل الشيعة الإمامية قصة عبد الله بن زيد. ويعتقدون بأن مصدر تشريع الأذان هو الوحي الإلهي، وأن نبي الإسلام تلقّى كلّ فصول الأذان من جبرئيل، وتلقّاها جبرئيل من عند اللّه سبحانه. وانهم يعتبرون الاعتقاد بأن مصدر الأذان هو رؤيا أو اقتراح من بعض الصحابة، منافية للإيمان بالنبوة.

## صفة الأذان والإقامة

### عند أهل السنة
الأذان الذي استمر عليه بلال بين يدي رسول الله ﷺ هو ما ثبت من حديث عبد الله بن زيد بن عبد ربه، وصفته: ((الله أكبر، الله أكبر، الله أكبر، الله أكبر، أشهد أن لا إله إلا الله، أشهد أن لا إله إلا الله، أشهد أن محمدًا رسولُ الله، أشهد أن محمدًا رسولُ الله، حيَّ على الصلاة، حيَّ على الصلاة، حيَّ على الفلاح، حيَّ على الفلاح، الله أكبر، الله أكبر، لا إله إلا الله))، والإقامة في هذا الحديث: ((الله أكبر، الله أكبر، أشهد أن لا إله إلا الله، أشهد أن محمدًا رسولُ الله، حيَّ على الصلاة، حيَّ على الفلاح، قد قامت الصلاةُ، قد قامت الصلاة، الله أكبر الله أكبر، لا إله إلا الله)).
- ويقول في أذان الفجر بعد حي على الفلاح: ((الصلاةُ خيرٌ مِنَ النوم، الصلاةُ خيرٌ من النوم))؛ ولحديث أنس قال: ((من السنة إذا قال المؤذن في الفجر: حيّ على الفلاح، قال: الصلاة خير من النوم))، فيكون أذان بلال بحضرة النبي خمس عشرة جملة، والإقامة إحدى عشرة جملة، ومما يؤكد ذلك حديث أنس قال: ((أُمِرَ بلال أن يشفع الأذان ويوتر الإقامة، إلا الإقامة))، والمعنى يأتي بالأذان مثنى مثنى، أو أربعًا أربعًا، فالكل يصدق عليه أنه شفع، وهذا إجمال بينه حديث عبد الله بن زيد، وحديث أبي محذورة، فشفع التكبير في أوله أن يأتي به أربعًا أربعًا، وشفع غيره أن يأتي به مرتين مرتين، وهذا بالنظر إلى الأغلب، وإلا فإن كلمة التوحيد في آخر الأذان، وفي آخر الإقامة مفردة بالاتفاق، والتكبير في الإقامة وتر بالنسبة إلى التكبير الرباعي في الأذان، وكذلك يكرر التكبير في آخر الإقامة، ويكرر لفظ الإقامة وتفرد بقية الألفاظ. وإن أذن وأقام بما في حديث أبي محذورة فلا بأس.

### عند الشيعة
المشهور بين فقهاء الشيعة أنّ عدد فصول الأذان ثمانية عشر فصلًا: التكبير أربع مرات، ثم «أشهد أن لا إله إلّا اللّه» و«أشهد أنّ‌ محمّداً رسول اللّه»، و«حيّ على الصلاة»، و«حيّ على الفلاح»، و«حيّ على خير العمل»، و«اللّه أكبر»، و«لا إله إلّا اللّه»، كل فصل مرّتان.
يعتبر الشيعة أن عبارة «حيّ على خير العمل» من أجزاء الأذان ومقوّماته وهي كانت في الأذان على عهد رسول وعلى خلافة أبو بكر وبداية خلافة عمر، إلّا أنّ عمر أمر بتركها. وأما مسألة التثويب فإنها غير جائزة. ويقول العلامة الحلي: «التثويب عندنا بدعة، وهو قول: الصلاة خيرٌ من النوم.»
وأما الشهادة لعلي بن أبي طالب بالولاية مكملة للشهادة بالرسالة ومستحبّة في نفسها وإن لم تكن جزءًا من الأذان.
وفصول الإقامة سبعة عشر وكيفيتها مثل الأذان، مع إسقاط تكبيرتين من أوله وتهليل واحد من آخره، وإضافة «قد قامت الصلاة» مرتين بعد حيّ على خير العمل.

## آداب المؤذن
يكون المؤذن متطهرًا، ويتمهل في ألفاظ الأذان، ويسرع في الإقامة، ويكون ذلك جزمًا، ويؤذن على موضعٍ عالٍ، قائمًا، مستقبل القبلة.

## آداب من سمع الأذان

### الترديد خلف المؤذن
- عن عبد الله بن عمرو بن العاص أن رجلًا قال: يا رسول الله، إن المؤذنين يفضلوننا، فقال رسول الله ﷺ: قل كما يقولون، فإذا انتهيت فسل تعطه.[33][34][35]

### الدعاء بعد الأذان
- عن جابر بن عبد الله أن رسول الله ﷺ قال: «من قال حين يسمع النداء: اللهم رب هذه الدعوة التامة والصلاة القائمة آت محمدًا الوسيلة والفضيلة وابعثه مقامًا محمودًا الذي وعدته حلت له شفاعتي يوم القيامة».[36][37][38]

### الصلاة على النبيبعد الأذان
- قال رسول الله: «إذا سمعتم المؤذن فقولوا مثل ما يقول، ثم صلوا عليّ فإنه من صلى علي صلاة صلى الله عليه بها عشرًا ثم سلوا الله لي الوسيلة، فإنها منزلة في الجنة لا ينبغي إلا لعبد من عباد الله وأرجو أن أكون أنا هو، فمن سأل لي الوسيلة حلت له الشفاعة».[39][40][41]

## شروط المؤذن والأذان
الأذان له شروط تتعلق به، وشروط تتعلق بالمؤذن على النحو الآتي:
- أن يكون الأذان مرتبًا، وهو أن يبدأ بالتكبير ثم التشهد، ثم الحيعلة، ثم التكبير، ثم كلمة التوحيد، فلو نكس الأذان أو الإقامة لم يجزِ؛ لأن الأذان عبادة ثبتت على هذا الترتيب.
- أن يكون متواليًا، بحيث لا يفصل بعضه عن بعض بزمن طويل، وأما لو أصابه عطاس فإنه يبني على ما سبق؛ لأنه انفصل بدون اختياره.
- أن يكون بعد دخول وقت الصلاة.
- أن لا يكون فيه لحن يغيِّر ويحيل المعنى، وهو مخالفة القواعد العربية، فلو قال: ((الله أكبار))، فهذا لا يصح لأنه تغير المعنى، وهذا يقال له: ((مَلْحونًا))، أما ما يقال له: ((مُلَحنًا)) فمكروه.
- رفع الصوت بالأذان.
- أن يكون الأذان على العدد الذي جاءت به السنة بلا زيادة ولا نقص.
- أن يكون الأذان من واحدٍ، فلا يصح من اثنين، فلو أذن واحد بعض الأذان وكمله آخر لم يصح.
- أن يكون الأذان بنية من المؤذن.
- أن يكون المؤذن واحد.
- أن يكون المؤذن مسلمًا.
- أن يكون المؤذن مميزًا.
- أن يكون عاقلًا.
- أن يكون ذكَرًا.
- أن يكون عدلًا.
- أن يكون باللغة العربية.

## فضائل الأذان
ثبت في فضائل الأذان والمؤذنين نصوص كثيرة، منها الفضائل الآتية:
1. - المنادي من الدعاة إلى الله، قال الله تعالى: ﴿   وَمَنْ أَحْسَنُ قَوْلاً مِّمَّن دَعَا إِلَى الله وَعَمِلَ صَالـِحًا وَقَالَ إِنَّنِي مِنَ الْـمُسْلِمِينَ﴾.[42]
2. المؤذِّنون أطول أعناقًا يوم القيامة؛ لحديث معاوية بن أبي سفيان قال: سمعت رسول الله ﷺ يقول: «المؤذنون أطول الناس أعناقًا يوم القيامة».[43][44]
3. يطرد الشيطان؛ لحديث أبي هريرة أن رسول الله ﷺ قال: «إذا نُودي للصلاة أدبر الشيطان له ضُراط حتى لا يسمع التأذينَ، فإذا قُضِيَ النداءُ أقبل حتى إذا ثُوِّب للصلاة أدبَرَ، حتى إذا قُضِيَ التَّثْويبُ [45] أقبلَ حتى يَخطُرُ بين المرء ونفسه، يقول له: اذكر كذا واذكر كذا لما لم يكن يذكر من قبل، حتى يظلَّ الرجلُ لا يدري كم صلى».[46][47]
4. لو يعلم الناس ما في النداء لاستهموا عليه؛ لحديث أبي هريرة أن رسول الله ﷺ قال: «لو يعلمُ الناس ما في النداء والصف الأول ثم لم يجدوا إلا أن يستهموا عليه لاستهموا، ولو يعلمون ما في التهجير [48] لاستبقوا إليه، ولو يعلمون ما في العتمة [49] والصبح لأتوهما ولو حبوًا».[50][51]
5. لا يسمع صوت المؤذِّن شيء إلا شهد له، قال أبو سعيد الخدري لعبد الله بن عبد الرحمن بن أبي صعصعة الأنصاري: ((إني أراك تحب الغنم والبادية، فإذا كنت في غنمك أو باديتك فأذنت بالصلاة فارفع صوتك بالنداء؛ فإنه لا يسمعُ مدى صوت المؤذّن جنٌّ ولا إنسٌ، ولا شيء إلا شهد له يوم القيامة، قال أبو سعيد: سمعته من رسول الله)).[52][53]
6. يُغفر للمؤذن مدى صوته وله مثل أجر من صلى معه؛ لحديث البراء بن عازب رَضِيَ اللهُ عَنْهُمَا أن نبي الله قال: «إن الله وملائكته يصلون على الصف المقدَّم، والمؤذنُ يغفرُ له بمدِّ صوته، ويصدقه من سمعه من رطبٍ ويابسٍ وله مثلُ أجر من صلى معه».[54][55]
7. دعاء النبي له بالمغفرة؛ لحديث أبي هريرة قال: قال رسول الله ﷺ : «الإمام ضامنٌ [56] والمؤذن مؤتمن، اللهم أرشد الأئمة واغفر للمؤذنين».[57][58][59]
8. الأذان تُغفر به الذنوب ويُدخِل الجنة؛ لحديث عقبة بن عامر قال: سمعت رسول ﷺ يقول: «يعجب ربكم من راعي غنمٍ في رأس شظيَّة [60] بجبل يؤذن بالصلاة ويصلي، فيقول الله انظروا إلى عبدي هذا يؤذنُ ويقيمُ يخاف مني، فقد غفرتُ لعبدي وأدخلته الجنة».[61][62]
9. من أذَّن اثنتي عشرة سنة وجبت له الجنة؛ لحديث ابن عمر رَضِيَ اللهُ عَنْهُمَا أن رسول الله ﷺ قال: «من أذَّن ثنتَي عشرةَ سنةً وجبتْ له الجنة، وكُتِبَ لهُ بِكُلِّ أذانٍ ستونَ حَسَنةً، وبِكُلِّ إقامةٍ ثلاثونَ حسنةً».[63][64]
10. المؤذِّن خيار عباد الله؛ لحديث ابن أبي أوفى: أن النبي قال: «إن خيار عباد الله الذين يراعون الشمس والقمر والنجوم لذكر الله».[65][66]
11. المؤذِّن إذا أذَّن وأقام صلى خلفه من جنود الله ما لا يُرى طرفاه؛ لحديث سلمان الفارسي، قال: قال رسول الله ﷺ : «إذا كان الرجل بأرض قِيّ [67]، فحانت الصلاة، فليتوضأ، فإن لم يجد ماءً فليتيمّم، فإن أقام صلى معه ملكاه، وإن أذن وأقام صلى خلفه من جنود الله ما لا يُرى طرفاه».[68][69]

## ضوابط الأذان
- أن يكون الأذان بصوت جهوري جميل ويترسل فيه فيسكت قليلاً بين كل فقرة.
- أن ينتظر المؤذّن فترة تتراوح بين العشر دقائق والرّبع ساعة ليتسنّى للمسلمين التّجمّع لأداء الصّلاة ثم يقيم المؤذّن الصلاة.
- يستحب أن يستقبل المؤذن أو مقيم الصلاة القبلة، فإذا بلغ إلى قوله: «حي على الصلاة»، حول وجهه نحو اليمين، وإذا بلغ إلى قوله: «حي على الفلاح»، حول وجهه نحو اليسار (الشمال).
- يستحب على المؤذن والمقيم أن يكونا على وضوء.
- لا يجوز (لأي شخص)الأذان قبل دخول الوقت، فأن فعل ذلك عليه الإعادة في الوقت المحدد.
- إذا قضى (شخص) عدة فرائض في مكان واحد، يكفيه أذان واحد، ويقيم لكل صلاة فائته.
- لا يؤذن ولا يقام لصلاة الجنازة، ولا لصلاة العيد، ولا لوتر، ولا لنافلة.
- الأذان والإقامة سنتان مؤكدتان للرجل وكرها للنساء للفرائض، أداء وقضاء. وحسب رأي الشيعة أنهما مستحبان أيضا بالنسبة إلى المرأة لكن استحبابهما غير موكد ويجوز لها اقتصارهما على التكبير والشهادتين.[70]

| يوم شمسي | يوم ميلادي | ظهر   | يوم شمسي | يوم ميلادي | ظهر   | يوم شمسي | يوم ميلادي | ظهر   |
| --- | ---------- | ----- | -------- | ---------- | ----- | -------- | ---------- | ----- |
| 1 حمل | 21 مارس    | 12:07 | 7 سنبلة  | 29 أغسطس   | 12:01 | 20 قوس   | 11 ديسمبر  | 11:53 |
| 5 حمل | 25 مارس    | 12:06 | 10 سنبلة | 1 سبتمبر   | 12:00 | 22 قوس   | 13 ديسمبر  | 11:54 |
| 8 حمل | 28 مارس    | 12:05 | 13 سنبلة | 4 سبتمبر   | 11:59 | 24 قوس   | 15 ديسمبر  | 11:55 |
| 12 حمل | 1 أبريل    | 12:04 | 16 سنبلة | 7 سبتمبر   | 11:58 | 26 قوس   | 17 ديسمبر  | 11:56 |
| 15 حمل | 4 أبريل    | 12:03 | 19 سنبلة | 10 سبتمبر  | 11:57 | 28 قوس   | 19 ديسمبر  | 11:57 |
| 19 حمل | 8 أبريل    | 12:02 | 22 سنبلة | 13 سبتمبر  | 11:56 | 30 قوس   | 21 ديسمبر  | 11:58 |
| 22 حمل | 11 أبريل   | 12:01 | 25 سنبلة | 16 سبتمبر  | 11:55 | 2 جدي    | 23 ديسمبر  | 11:59 |
| 26 حمل | 15 أبريل   | 12:00 | 28 سنبلة | 19 سبتمبر  | 11:54 | 4 جدي    | 25 ديسمبر  | 12:00 |
| 31 حمل | 20 أبريل   | 11:59 | 30 سنبلة | 21 سبتمبر  | 11:53 | 6 جدي    | 27 ديسمبر  | 12:01 |
| 5 ثور | 25 أبريل   | 11:58 | 2 ميزان  | 24 سبتمبر  | 11:52 | 8 جدي    | 29 ديسمبر  | 12:02 |
| 12 ثور | 2 مايو     | 11:57 | 5 ميزان  | 27 سبتمبر  | 11:51 | 10 جدي   | 31 ديسمبر  | 12:03 |
| 24 ثور | 14 مايو    | 11:56 | 8 ميزان  | 30 سبتمبر  | 11:50 | 12 جدي   | 2 يناير    | 12:04 |
| 5 جوزاء | 26 مايو    | 11:57 | 11 ميزان | 3 أكتوبر   | 11:49 | 14 جدي   | 4 يناير    | 12:05 |
| 13 جوزاء | 3 يونيو    | 11:58 | 15 ميزان | 7 أكتوبر   | 11:48 | 17 جدي   | 7 يناير    | 12:06 |
| 18 جوزاء | 8 يونيو    | 11:59 | 18 ميزان | 10 أكتوبر  | 11:47 | 19 جدي   | 9 يناير    | 12:07 |
| 23 جوزاء | 13 يونيو   | 12:00 | 22 ميزان | 14 أكتوبر  | 11:46 | 22 جدي   | 12 يناير   | 12:08 |
| 28 جوزاء | 18 يونيو   | 12:01 | 27 ميزان | 19 أكتوبر  | 11:45 | 24 جدي   | 14 يناير   | 12:09 |
| 1 سرطان | 22 يونيو   | 12:02 | 4 عقرب   | 26 أكتوبر  | 11:44 | 27 جدي   | 17 يناير   | 12:10 |
| 6 سرطان | 27 يونيو   | 12:03 | 12 عقرب  | 3 نوفمبر   | 11:43 | 30 جدي   | 20 يناير   | 12:11 |
| 11 سرطان | 2 يوليو    | 12:04 | 20 عقرب  | 11 نوفمبر  | 11:44 | 4 دلو    | 24 يناير   | 12:12 |
| 17 سرطان | 8 يوليو    | 12:05 | 26 عقرب  | 17 نوفمبر  | 11:45 | 9 دلو    | 29 يناير   | 12:13 |
| 25 سرطان | 16 يوليو   | 12:06 | 1 قوس    | 22 نوفمبر  | 11:46 | 22 دلو   | 11 فبراير  | 12:14 |
| 4 أسد | 26 يوليو   | 12:07 | 4 قوس    | 25 نوفمبر  | 11:47 | 7 حوت    | 26 فبراير  | 12:13 |
| 14 أسد | 5 أغسطس    | 12:06 | 7 قوس    | 28 نوفمبر  | 11:48 | 12 حوت   | 3 مارس     | 12:12 |
| 21 أسد | 12 أغسطس   | 12:05 | 10 قوس   | 1 ديسمبر   | 11:49 | 17 حوت   | 8 مارس     | 12:11 |
| 26 أسد | 17 أغسطس   | 12:04 | 13 قوس   | 4 ديسمبر   | 11:50 | 21 حوت   | 12 مارس    | 12:10 |
| 31 أسد | 22 أغسطس   | 12:03 | 15 قوس   | 6 ديسمبر   | 11:51 | 24 حوت   | 18 مارس    | 12:09 |
| 3 سنبلة | 25 أغسطس   | 12:02 | 17 قوس   | 8 ديسمبر   | 11:52 | 28 حوت   | 19 مارس    | 12:08 |
| هذا الجدول للظهر بتوقيت عالمي مطابق بمنطقة زمنية. يتم الحصول على الزوال بالتوقيت المحلي للظهر من خلال تفاضل منطقة زمنية مع توقیت المحلی للمکان حسب خط الطولی (کل درجة 4 دقائق زمنیه). على سبيل المثال، خط الطول لمنطقة زمنیة المملکة العربیة السعودية °45 الشرقي و مکة المکرمة °39.8، توقیت الظهر لمکة 20 دقیقة و 48 ثانية لاحق من وقت الجدول. |            |       |          |            |       |          |            |       |

## انظر ايضاً
- الشهادتان
- حي على خير العمل